# Черногородка
Черногоро́дка (укр. Чорногородка) — село в Фастовском районе Киевской области Украины.
Население по переписи 2001 года составляло 703 человека. Почтовый индекс — 08074. Телефонный код — 4578. Занимает площадь 0,3 км². Код КОАТУУ — 3222788301.

## История
«И нарекоша имя ему Чернев», — так написано в «Летописи Русской» об учреждении села Черногородка. Здесь оно упоминается как город Чернов, что был основан во времена княжения Владимира Святославича одновременно с городом Васильев (ныне Васильков), тысячелетия которого отмечалось в 1993 году. Первое упоминание в летописи — под 30 апреля 1151. Эти населенные пункты были построены для защиты Киевской Руси от печенегов.
В эпоху Речи Посполитой в Черногородке существовал замок.

## Известные уроженцы
- Куштенко, Иван Фёдорович (1929—2017) — писатель.
- Погорецкий, Пётр Иванович  (1734—1780) — учёный-медик, один из основоположников российской педиатрической школы, автор первого Российского руководства по детским болезням, изданном на латинском языке (1768).

## Местный совет
08071, Київська обл., Макарівський р-н, с. Чорногородка, вул. Ірпінська, 78